# 愛媛縣立松山商業高等學校
愛媛縣立松山商業高等學校是位於日本愛媛縣松山市旭町地區的公立高等學校。
其棒球部在2000年代以前一直都是愛媛縣內的常勝軍，曾多次參加全國高等學校棒球錦標賽或被選入選拔高等學校棒球大會，至今參加兩項賽事都已分別超過十次。因此過去與位於四國同樣經常取得地區代表的學校德島縣立德島商業高等學校、香川縣立高松商業高等學校、高知市立高知商業高等學校被合稱為四國四商。 戰前，他因為在春季獲得了很多冠軍而被稱為“春季將軍”，戰後因為他在夏季獲得了很多冠軍而被暱稱為“夏季將軍”。自2001年夏天在甲子園進入前四名以來，棒球隊還沒有參加過春夏季賽。

## 歷史
學校的前身為1901年成立的實業學校「愛媛縣立商業學校」，1906年更名為「愛媛縣立松山商業學校」，1908年遷至現址；1948年配合日本的學制改革成為「愛媛縣立松山商業高等學校」，但在1949年由於愛媛縣內的高等學校整編，一度被與愛媛縣立松山第一高等學校被整併為愛媛縣立松山東高等學校，成為該校的商業科，直到在1952年才又獨立設置為「愛媛縣立松山商業高等學校」。